# Gonzaga Lujza Mária lengyel királyné
Gonzaga Lujza Mária (olaszul: Maria Luisa di Gonzaga, lengyelül: Ludwika Maria Gonzaga; Párizs, 1611. augusztus 18. – Varsó, 1667. május 10.) a Gonzaga-családból származó mantovai hercegnő, I. Károly mantovai herceg és Catherine de Lorraine negyedik gyermeke, aki házasságai IV. Ulászló és II. János Kázmér lengyel királyok révén Lengyelország királynéja és Litvánia nagyhercegnéje.

## Élete

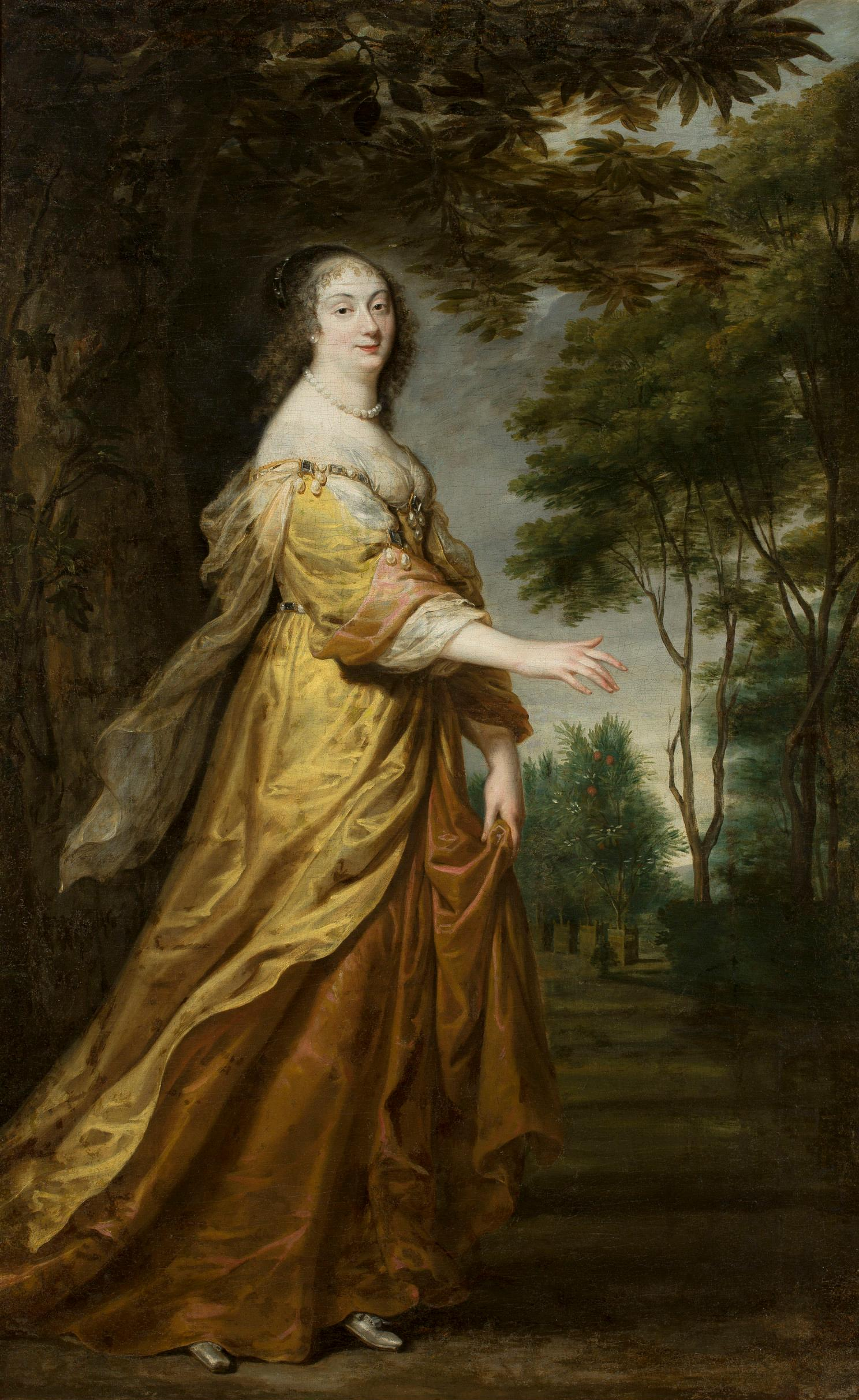
Gonzaga Lujza Mária mantovai hercegnő, Lengyelország királynéja (Justus van Egmont festménye)

1611-ben Párizsban született I. Károly mantovai herceg (1580–1637) és Catherine de Lorraine-Guise (1585–1618) negyedik gyermekeként. Öt testvére volt, közülük ketten érték el a felnőttkort. Gyermekéveit édesanyjánál töltötte. 1627-ben férjhez adták Gaston orléans-i herceghez, XIII. Lajos francia király öccséhez, a király azonban ellenezte házasságukat, és Lujza Máriát előbb a vincennes-i kastélyba, majd kolostorba záratta. Kezét 1634-ben IV. Ulászló lengyel király kérte meg, a házasságkötés azonban nem jött létre, s Ulászló 1637-ben III. Ferdinánd német-római császár és magyar király húgát, Cecília Renáta Habsburg főhercegnőt vette el.
1640-ben találkozott első ízben Ulászló öccsével, János Kázmér lengyel herceggel, s Párizsban irodalmi szalont alapított. Miután Ulászló felesége, Cecília Renáta 1644-ben egy gyermekszülésbe belehalt, az özvegyen maradt király Lujza Máriát kérte feleségül, s 1645. november 5-én meghatalmazott útján házasságot kötött vele, melynek során a vőlegényt öccse, János Kázmér képviselte. Az esküvő létrejöttéhez a menyasszonynak Máriáról Ludovikára kellett változtatnia nevét, mivel a Mária név a korabeli katolikus Lengyelországban Szűz Mária, Jézus anyja számára volt fenntartott és elkülönített név. A tényleges házasságkötésre négy hónappal később, 1646. március 10-én Varsóban került sor.
Két évvel később, 1648. május 20-án azonban IV. Ulászló meghalt, és az özvegyen maradt Lujza Mária királynét a bátyja halála után lengyel királlyá választott II. János Kázmér vette feleségül május 30-án. Tizenkilenc évig éltek házasságban, melynek a királyné 1667. május 10-én bekövetkezett halála vetett véget. A krakkói Waweli székesegyházban temették el. Férje 1668-ban lemondott a trónról, és franciaországi száműzetésbe vonult; 1672-ben Nevers-ben halt meg. Mivel Lujza Mária második házasságából született gyermekei kiskorukban meghaltak, így II. János Kázmér halálával kihalt a Vasa-dinasztia lengyel–litván ága.

## Személyisége
Lujza Mária királyné aktív és energikus asszony volt, telve ambiciózus üzleti és politikai tervekkel. A politikába való beleavatkozásával kivívta a lengyel nemesség haragját, ennek ellenére fontos szereppel bírt, például az 1655-ös svéd invázió idején is. Ő alapította 1652-ben az első lengyel újságot, a Merkuriusz Polski Ordynaryjnyt, 1654-ben pedig a szeléziánus nővérek első lengyelországi kolostorát.